# Soulles
Soulles foi uma comuna francesa na região administrativa da Normandia, no departamento Mancha. Estendia-se por uma área de 14,7 km². Em 2010 a comuna tinha 468 habitantes (densidade: 31,8 hab./km²).
Em 1 de janeiro de 2019, passou a formar parte da nova comuna de Bourgvallées.